# Spomen-groblje stradalih na Srijemskoj bojišnici (Komletinci)
Spomen-groblje stradalih na Srijemskoj bojišnici u Komletincima uređeno je 1960. godine. Na njemu su sahranjeni posmrtni ostaci oko 3700 boraca Jugoslavenske armije poginulih tijekom borbi na Srijemskoj bojišnici od prosinca 1944. do travnja 1945. godine.

## Pozadina
Srijemska bojišnica bila je utvrđena obrambena linija Wehrmachta i Hrvatskih oružanih snaga, koja je formirana u Srijemu i dijelu istočne Slavonije tijekom Drugog svjetskog rata, od 23. listopada 1944. do 13. travnja 1945. godine. Borbe na Srijemskoj bojišnici trajale su 172 dana i bile su najteže, žestoke i najduže među bitkama Drugog svjetskog rata u Jugoslaviji. Borbe su završene probojem njemačko-ustaške obrane 12. – 13. travnja 1945. i napredovanjem snaga Jugoslavenske armije do Zagreba, Slovenije i austrijske granice. 
Broj poginulih vojnika Jugoslavenske armije nije precizno utvrđen i, prema različitim izvorima, kreće se od 10 000 – 15 000 do 30 000. Uz njih je poginulo i 1100 sovjetskih, 630 bugarskih i 163 talijanska vojnika.

## Opis
Groblje je bilo uređeno 1960. godine prema projektu Zdenka Kolacija, a uključivalo je središnji arhitektonski element i niz nadgrobnih kamenih ploča, kojima su bile označene lokacije grobnih mjesta. Njegova namjena bila je obilježavanje lokacije masovne grobnice gdje su bili pohranjeni ostaci boraca.
Sredinom 1970-ih godina pripremljen je ambiciozan projekt na saveznoj razini za izgradnju monumentalnog spomenika posvećenog svim borcima poginulim na Srijemskoj bojišnici. Zbog toga dolazi do potrebe za rekonstrukcijom Kolacijeva spomen-groblja koje je tematski bilo povezano s tom vojnom operacijom. Njegovo uređenje dovršeno je 1975. godine prema projektu kipara Dušana Džamonje i arhitekta Mire Raka. Teren je oblikovan kao niz asimetričnih ukošenja unutar perimetra groblja, kojima su naznačene lokacije grobnih humaka. Cijeli prostor okružen je betonskim zidom, a jedinu naznaku njegove pogrebne funkcije predstavlja masivna željezna ograda na ulazu te ploča položena na jednu od betonskih kosina na samome groblju.
Na Džamonjin autorski udio u tom projektu ukazuje manji skulpturalni element u bronci postavljen pored ploče. Njegovom usporedbom s maketom Džamonjina projekta za Spomenik palim borcima NOVJ-a na Srijemskoj bojišnici (Spomenik pobjedi), čija izvedba mu je dodijeljena na saveznom natječaju održanom 1974. godine, pokazuje da je zapravo riječ o stiliziranoj inačici makete spomenika, čije konture iscrtavaju oblik nepravilne petokrake zvijezde. Budući da Džamonjin spomenik u Šidu nije nikada bio ostvaren, to obilježje na spomen-groblju u Komletincima predstavlja jedini ostvareni segment znatno većeg memorijalnog projekta.

## Galerija
- Ulaz u spomen-groblje
- Pogled na groblje
- Stilizirana skupltura (maketa neostvarenog spomenika u Šidu)
- Spomen−ploča

## Unutarnje poveznice
- Srijemska bojišnica
- Proboj Srijemske bojišnice
- Spomen-groblje stradalih na Srijemskoj bojišnici (Šarengrad)